# Leon Radziwiłł

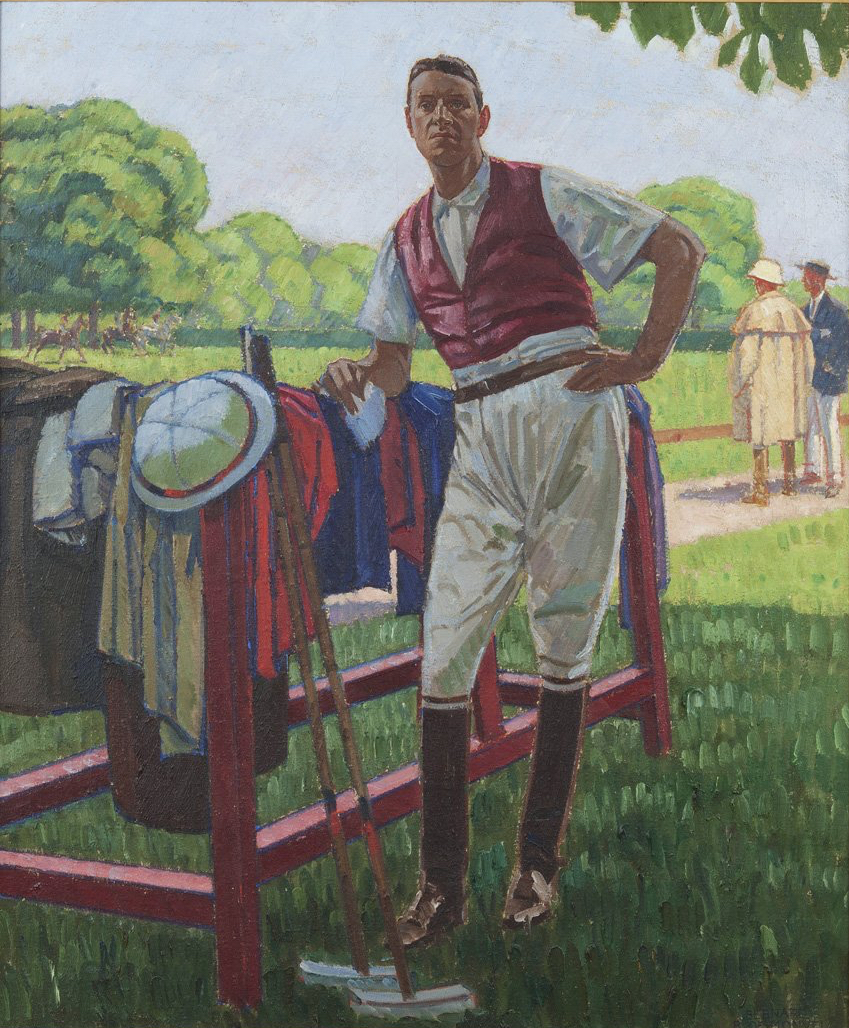
Portret door Bernard Boutet de Monvel (1910)

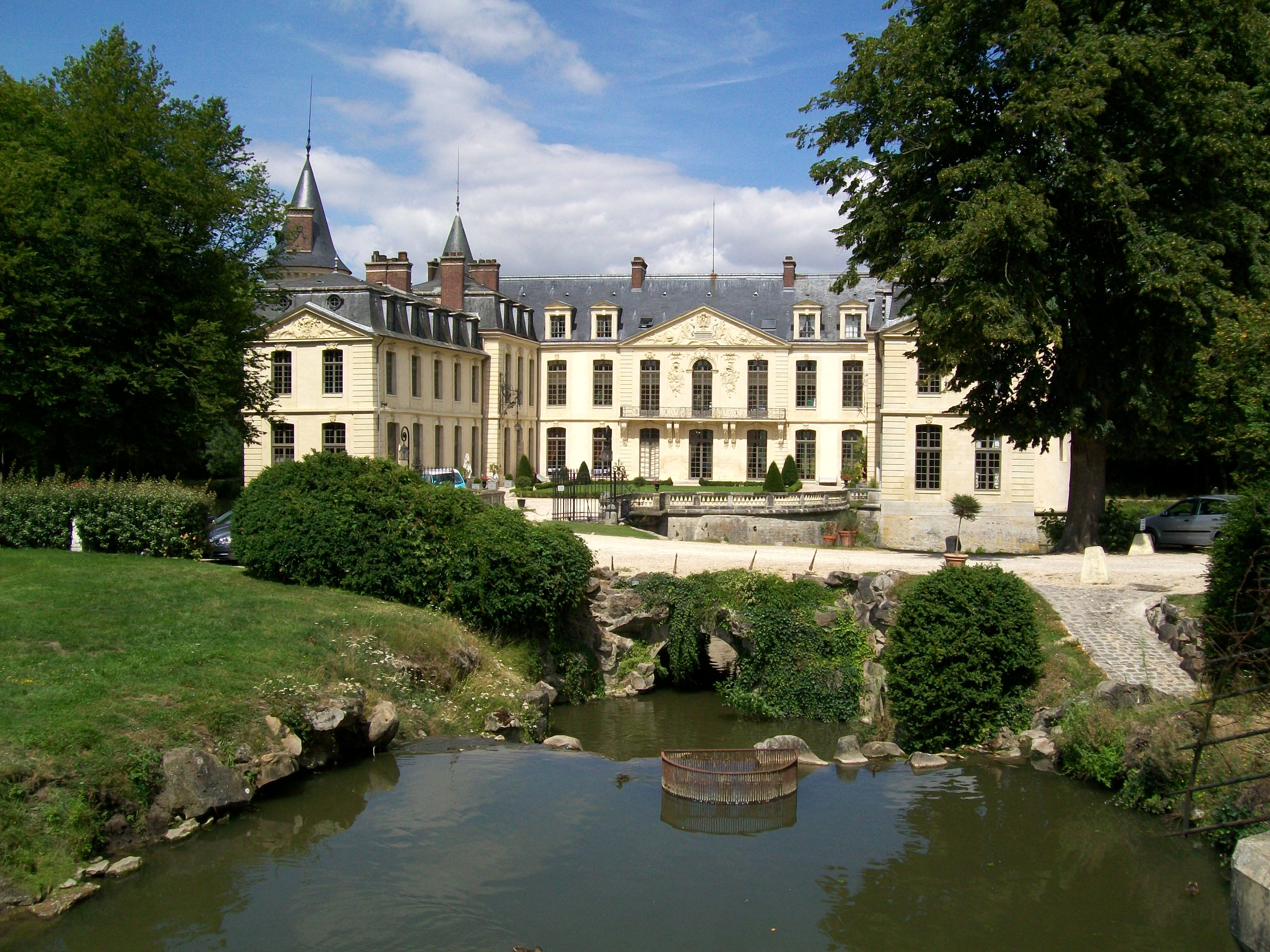
Château d'Ermenonville

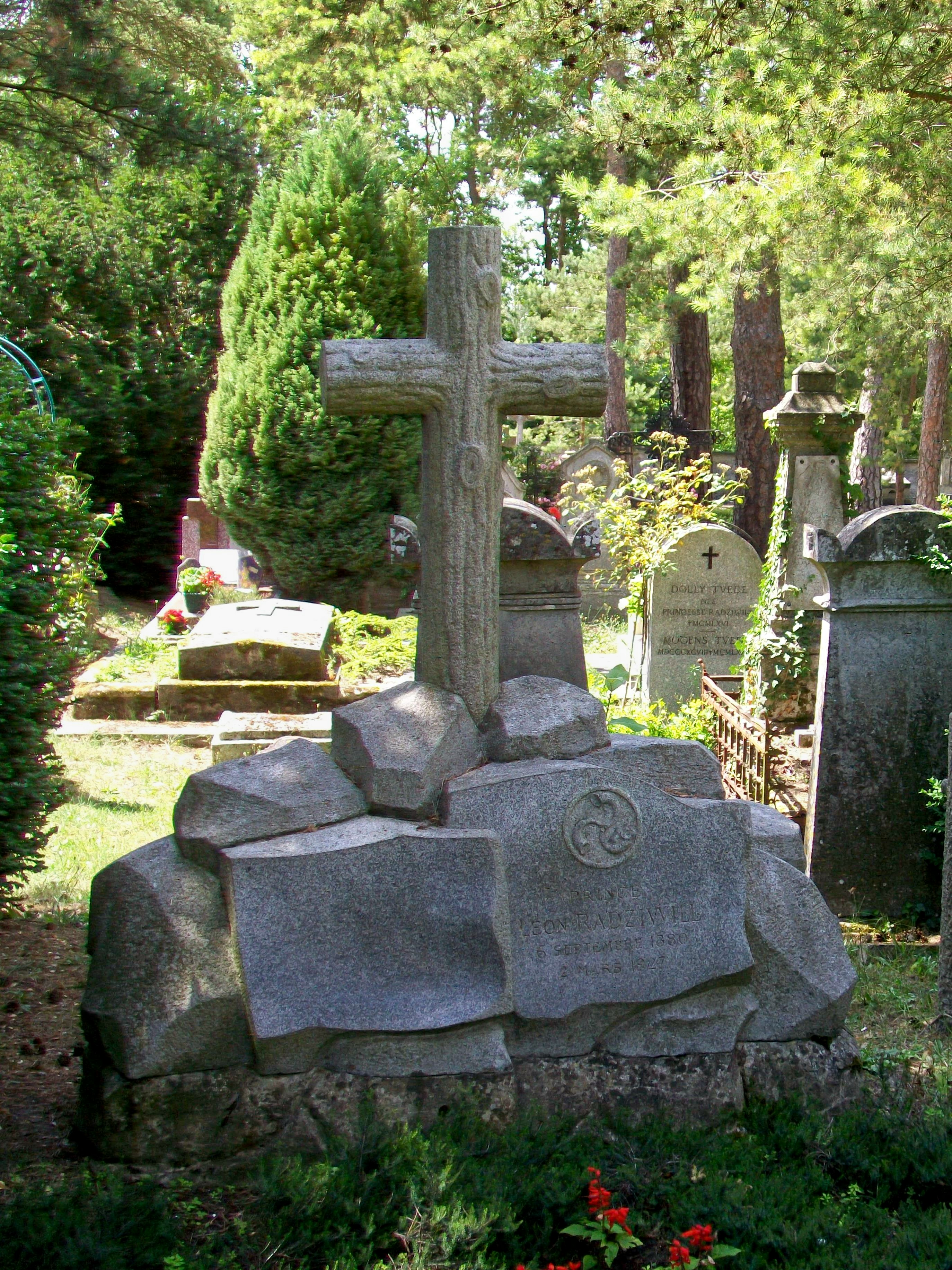
Grafmonument voor prins Leon Radziwiłł op de begraafplaats van Ermenonville

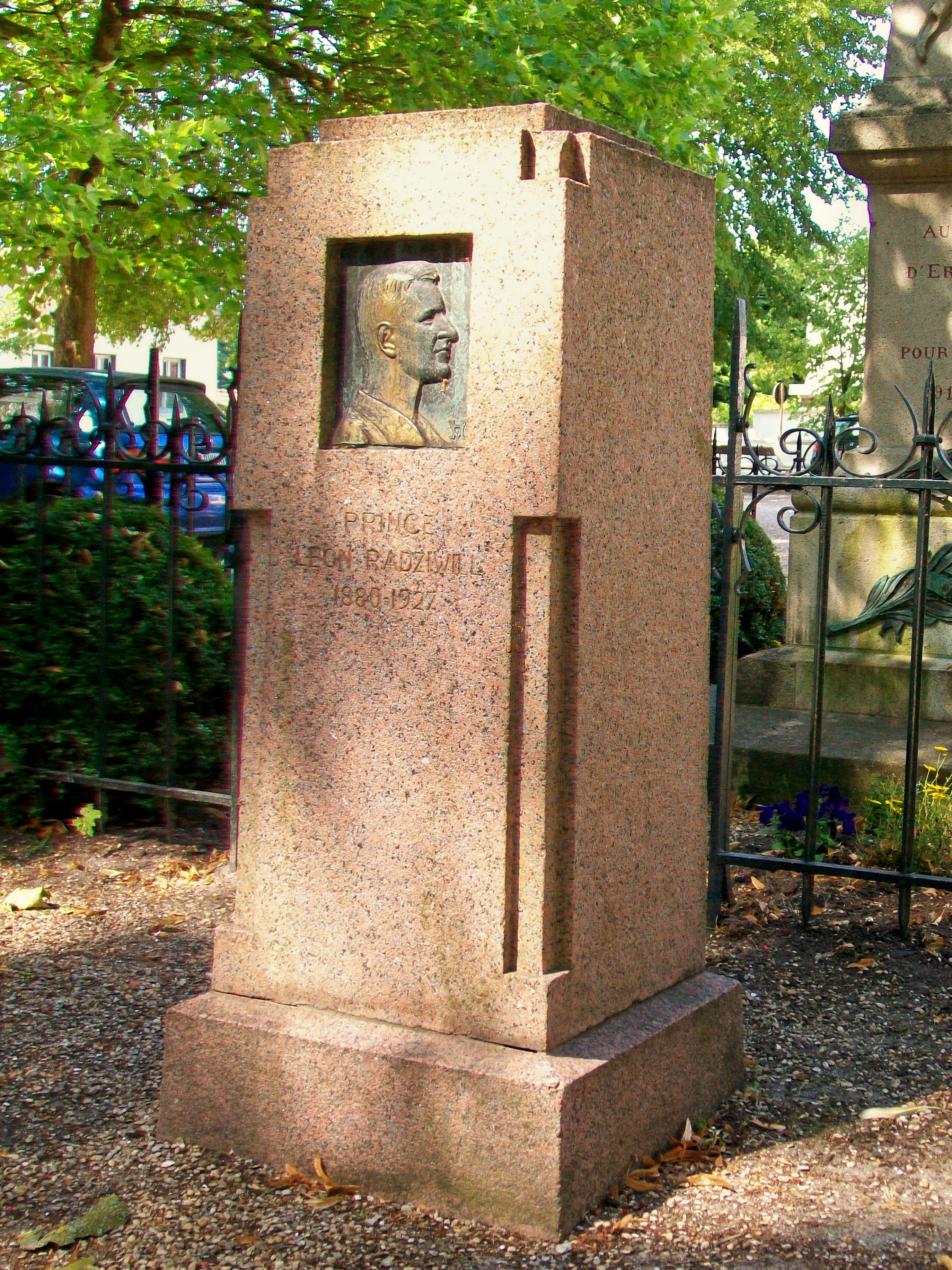
Monument voor prins Leon Radziwiłł op het stadhuisplein van Ermenonville

Leon Constantin Nicolaus Mathias Ludwig prins Radziwiłł (Ermenonville, 6 september 1880 - Monte Carlo, 2 maart 1927) was een Frans burgemeester en is bekend geworden als vriend van Marcel Proust en een model voor Robert de Saint-Loup uit diens roman À la recherche du temps perdu.

## Biografie
Radziwiłł was een lid van de Poolse familie Radziwiłł en een zoon van Constantin prins Radziwiłł (1850-1920) en Louise Blanc, vrouwe van Ermenonville (1856-1911) en dochter en rijke erfgename van François Blanc, de stichter van het casino van Monte Carlo. Zijn moeder was eigenaresse van het château Ermenonville dat Radziwiłł van haar erfde en bewoonde. In 1914 werd hij burgemeester van zijn woonplaats en op het stadhuisplein is een monument ter gedachtenis aan hem opgericht.
Radziwiłł trouwde in 1905 met Claude de Gramont (1885-1942), dochter van Alfred graaf de Gramont (1856-1915), intieme vriend van Filips van Orléans (1869-1926), na de dood van zijn vader in 1894 troonpretendent. Dit huwelijk werd geen succes en binnen het jaar volgde een echtscheiding. Hij hertrouwde in 1921 met zijn verwante Dolores prinses Radziwiłł (1886-1966). Uit beide huwelijken werden geen kinderen geboren. In 1927 werd Radziwiłł in Monte Carlo vermoord.

### Radziwiłł en Marcel Proust
Radziwiłł maakte deel uit van de vriendenkring van Proust. Hun relatie was een moeilijke en verschillende keren zegde Proust hem de vriendschap op. Proust beschreef hem in een venijnig artikel: Portrait du prince Léon Radziwiłł, geschreven in 1903 of 1904 maar pas bekend geworden in 1927. Proust zegt daarin over hem: "âme putain, se donnant au premier venu" en hij is in staat "de faire mille choses pour un ami excepté d'être son ami". Ondanks de moeizame vriendschap nodigde Proust hem nog uit op een diner in 1908 en naar het theater in 1909.
Radziwiłł stond mede model voor het personage van Robert de Saint-Loup in de romancyclus van Proust aan wie hij ook homoseksuele trekken geeft door Saint-Loup de pianist Morel als minnaar te geven (Morel voor wie Léon Delafosse model stond). Ook de vader van Radziwiłł, Constantin, had als model gediend voor een personage van Proust, namelijk de prins de Guermantes; deze stond bekend als notoir homoseksueel die het vooral op zijn voetknechten had.
- Virtual International Authority File: 2276151778208718130006